# 中村圭允
中村 圭允（なかむら けいん、1999年3月14日 - ）は、日本の元テレビ熊本のアナウンサー。

## 略歴
関西学院大学2回生であった2018年、友人の推薦で第31回ジュノン・スーパーボーイ・コンテストに応募、ベスト100となったがファイナリストには進めず、その後「チームミドル」メンバーとしてジュノン・スーパーボーイ・アナザーズに加入、2020年ごろまで活動する。
大学卒業後の2021年4月、テレビ熊本に入社。アナウンサーとなる。同年6月11日、「FNN Live News days」のローカルニュースで初鳴き（デビュー）を果たした。同年9月で退社。

## 人物・エピソード
中学までは野球、高校ではアメリカンフットボール、大学ではフラッグフットボール等、様々なスポーツを経験している。ベンチプレスも最大100キロ持ち上げられるという。
余談だが、中村がテレビ熊本に入社した当時、アナウンス職在職者には彼を含めて兵庫県出身者が3人おり（更に言えば、淡路島出身の仲野香穂に続き、2年連続で兵庫県出身者を採用した）、そのため「初鳴き」当日に投稿された先輩アナウンサー・郡司琢哉 のブログ記事では、冗談交じりに「職場の公用語が関西弁にならないか心配」と語られていた。

## 現在の出演番組
2021年6月現在、レギュラーはない。